# Unszan (Dél-Phjongan)
Unszan (hangul: 은산군, Unszan-kun, handzsa: 殷山郡, RR: Ŭnsan-kun, ’virágzó hegy’) megye Észak-Koreában, Dél-Phjongan (P'yŏngan) tartományban. 983-ban alapították Undzsu (은주; 殷州, Ŭnju) néven, mai nevét 1278-ban nyerte el. Első ízben 1895-ben emelték megyei rangra.

## Földrajza
Északról és északkeletről Pukcshang (Pukch'ang) megye, keletről és délről Szongcshon (Sŏngch'ŏn) megye, délnyugatról Phjongszong (P'yŏngsŏng) városa, nyugatról Szuncshon (Sunch'ŏn) városa határolja.
Legmagasabb pontja az 1016 méter magas Csedongszan (재동산; 榟洞山, Chaedongsan).

## Közigazgatása
1 községből (up (ŭp)), 16 faluból (ri (ri))és 5 munkásnegyedből (rodongdzsagu (rodongjagu)) áll:
| - Unszan-up (은산읍; 殷山邑, Ŭnsan-ŭp) - Kubong-rodongdzsagu (구봉로동자구; 九峯勞動者區, Kubong-rodongjagu) - Szongszan-rodongdzsagu (성산로동자구; 聖山勞動者區, Sŏngsan-rodongjagu) - Csedong-rodongdzsagu (재동로동자구; 榟洞勞動者區, Chaedong-rodongjagu) - Cshonszong-rodongdzsagu (천성로동자구; 天聖勞動者區, Ch'ŏnsŏng-rodongjagu) - Hakszan-rodongdzsagu (학산로동자구; 鶴山勞動者區, Haksan-rodongjagu) - Namok-ri (남옥리; 南玉里, Namok-ri) - Namvon-ri (남원리; 南源里, Namwŏn-ri) - Tejang-ri (대양리; 大陽里, Taeyang-ri) - Tongszam-ri (동삼리; 東三里, Tongsam-ri) - Rjonghva-ri (룡화리; 龍化里, Ryonghwa-ri) | - Rjudong-ri (류동리; 柳洞里, Ryudong-ri) - Rjudzsong-ri (류정리; 柳井里, Ryujŏng-ri) - Mangil-ri (망일리; 望日里, Mangil-ri) - Mildzson-ri (밀전리; 密田里, Miljŏn-ri) - Szudok-ri (수덕리; 修德里, Sudŏg-ri) - Szujang-ri (수양리; 首陽里, Suyang-ri) - Szuvon-ri (수원리; 水源里, Suwŏn-ri) - Szunghva-ri (숭화리; 崇化里, Sunghwa-ri) - Sincshang-ri (신창리; 新倉里, Sinch'ang-ri) - Jonhap-ri (연합리; 延合里, Yŏnhap-ri) - Csehjon-ri (제현리; 濟賢里, Chehyŏn-ri) |

## Gazdaság
Unszan (Ŭnsan) megye gazdasága túlnyomórészt a nemzeti szinten is jelentős szénbányászatára épül.

## Oktatás
Unszan (Ŭnsan) megye 1 ipari egyetemnek, 1 mezőgazdasági főiskolának ad otthont.

## Egészségügy
A megye számos egészségügyi intézménnyel rendelkezik, köztük 1 megyei és számos helyi kórházzal.

## Közlekedés
A megye közutakon a szomszédos helységek felől közelíthető meg. A megye vasúti kapcsolattal rendelkezik, a Phjongdok (P'yŏngdŏk) és a Phjongna (P'yŏngra) vasútvonalak része.